# Morethia lineoocellata
Morethia lineoocellata är en ödleart som beskrevs av  Duméril och BIBRON 1839. Morethia lineoocellata ingår i släktet Morethia och familjen skinkar. Inga underarter finns listade i Catalogue of Life.